# Avenida Pintor Joaquín Sorolla (Málaga)
La avenida Pintor Joaquín Sorolla es una vía que discurre en sentido oeste-este por el distrito Este de la ciudad andaluza de Málaga, España. Se trata de una importante vía de comunicación de la zona oriental de la ciudad que transcurre paralela a la línea de las costa a lo largo de unos 1,7 km.
La avenida Pintor Joaquín Sorolla transcurre por los barrios de Miramar, Bellavista, La Torrecilla, El Rocío, El Morlaco, Baños del Carmen y Torre de San Telmo.

## Historia
A partir de mediados del siglo XIX hay numerosas solicitudes para construir viviendas en el Paseo de Reding. Se trataba fundamentalmente de sencillas casas de dos plantas con carácter pequeño burgués y popular de las que ya no queda ningún ejemplo. Los inmuebles del Paseo de Reding dieron el impulso definitivo a esta zona a partir de la década de los años 70 del siglo XIX cuando intervino, entre otros, el arquitecto Gerónimo Cuervo con la construcción de un grupo de viviendas unifamiliares de diseño y tipología unitaria, que se han constituido con el paso del tiempo como estructuras representativas de la organización urbana de ese sector. En paralelo se irá produciendo la colmatación de los otros espacios, avenida de Príes, el Paseo de Sancha y la avenida Pintor Joaquín Sorolla. La participación de arquitectos como Joaquín de Rucoba, Gerónimo Cuervo, Julio O'Brien, José María de Sancha y Fernando Guerrero Strachan pone de manifiesto el deseo de la burguesía más adinerada de contar con los arquitectos más destacados del período para llevar a cabo su segunda residencia, que será uno de los elementos emblemáticos que pulsarán para subrayar las diferencias de su status económico y social.

## Edificios notables

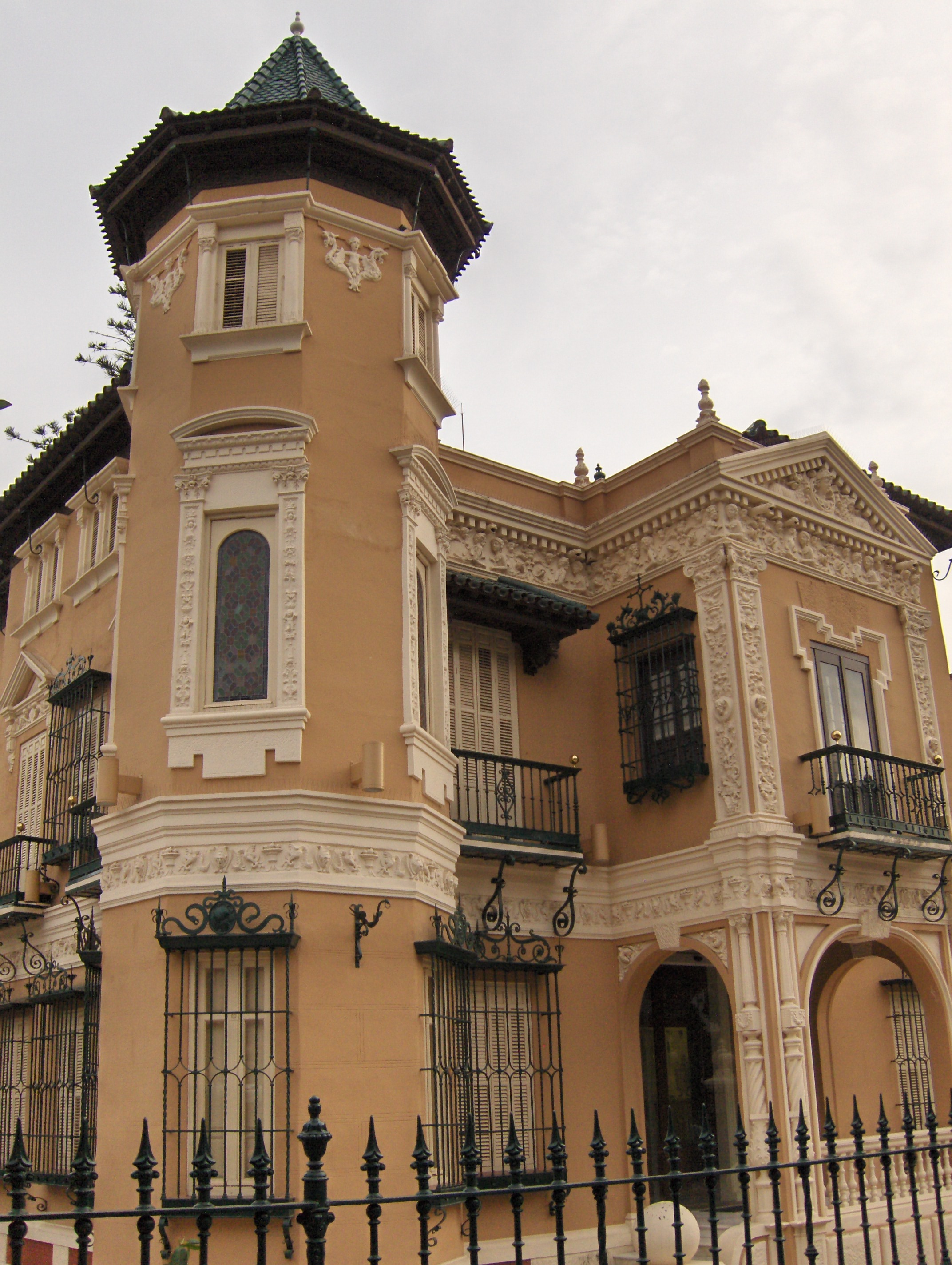
Villa Onieva

### Villa Onieva
Situada en el  número 6, la fachada principal es totalmente asimétrica. Ante el ingreso y tras un gran arco de medio punto rebajado, un espacio estrecho y bien diferenciado estratifica la fachada en dos planos. El arco con una cartela de piedra sobre la clave, aparece flanqueado por columnas abalaustradas sobre pedestal, debajo del cual hay columnas salomónicas. Las enjutas están ocupadas por espacios triangulares rehundidos. Sobre él y marcando la separación entre los pisos hay un friso con grutescos que recorre la fachada en sentido longitudinal. En el piso bajo se distribuyen ventanas con artística rejería. En el primer piso del cuerpo que se adelanta hay un balcón adintelado, enmarcado por una fina moldura quebrada, con rejería volada sustentada por tornapuntas con pletinas. Sobre las columnas hay pilastras por las que asciende la decoración de grutescos y candelieri en vertical, como si de hiedra se tratase. La base de los balcones muestra decoración de cerámica. Este cuerpo se remata con un frontón triangular, con tímpano denticulado y cara saliendo de una venera encerrada en medallón entre animales afrontados.
La torre octogonal, situada a la izquierda, lleva sobre el cuerpo bajo seis vanos distribuidos en dos pisos, los del primero son de arco de medio punto inscrito en un rectángulo general cuyos lados mayores son pilastras que rematan en un frontón curvo.
En perfecta simetría con ellos, en el piso superior, las ventanas están flanqueadas por columnas con capitel jónico. Se remata la torre por alero volado sobre canes de madera que apean en una viga y ésta a su vez en tornapuntas de hierro y con cubierta a ocho vertientes de cerámica vidriada de color verde. La base del alero está recorrida por un doble friso. Un balcón con tejaroz muy volado, que lo resguarda de las inclemencias del tiempo y apoya sobre ménsulas con seres antropomórficos, se sitúa en el primer piso entre la torre y el cuerpo central.
El lateral derecho muestra, en el primer piso, un balcón adintelado rematado por frontón triangular descansando en los extremos en ménsulas con palma colgante y en rejería volada en ángulo sobre tornapuntas de hierro con pletinas. Encima hay una ventana geminada con columnas jónicas. Los vanos de las fachadas laterales poseen las mismas características que los de la principal, en la posterior hay una amplia terraza con barandal de piedra se sitúa sobre el bajo. La casa se remata con un volado alero igual que el de la torre octogonal. En la fachada posterior, sobre el lateral derecho hay una torre rectangular con galería de seis arquillos de medio punto, con las claves resaltadas y tres arquillos en los lados menores apoyados en columnas jónicas que hace de habitación trasera.

### No. 40
Vivienda de baja más dos plantas. En la actualidad se trata de un inmueble con dos viviendas independientes, una en planta baja, y otra en la primera planta de baja más una, a la que se accede por una escalera que rompe la composición original, intervención impropia de un arquitecto como Gerónimo Cuervo, fruto de unas reformas ejecutadas en la primera crujía que valoró económicamente en su día Fernando Guerrero Strachan. Se remata con cubierta de teja cerámica a dos aguas. En la fachada hay que destacar los elementos de escayola que enmarcan los vanos superiores, cuyo lenguaje ornamental no añade nada nuevo y presenta signos de agotamiento ante la imposibilidad artística de innovar en este campo. La vivienda cuenta con otro acceso por la fachada trasera al paseo marítimo. Presenta baja más una planta. Los vanos se recercan con el mismo tipo de moldura de la fachada que da a la avenida Pintor Sorolla.

### No. 42

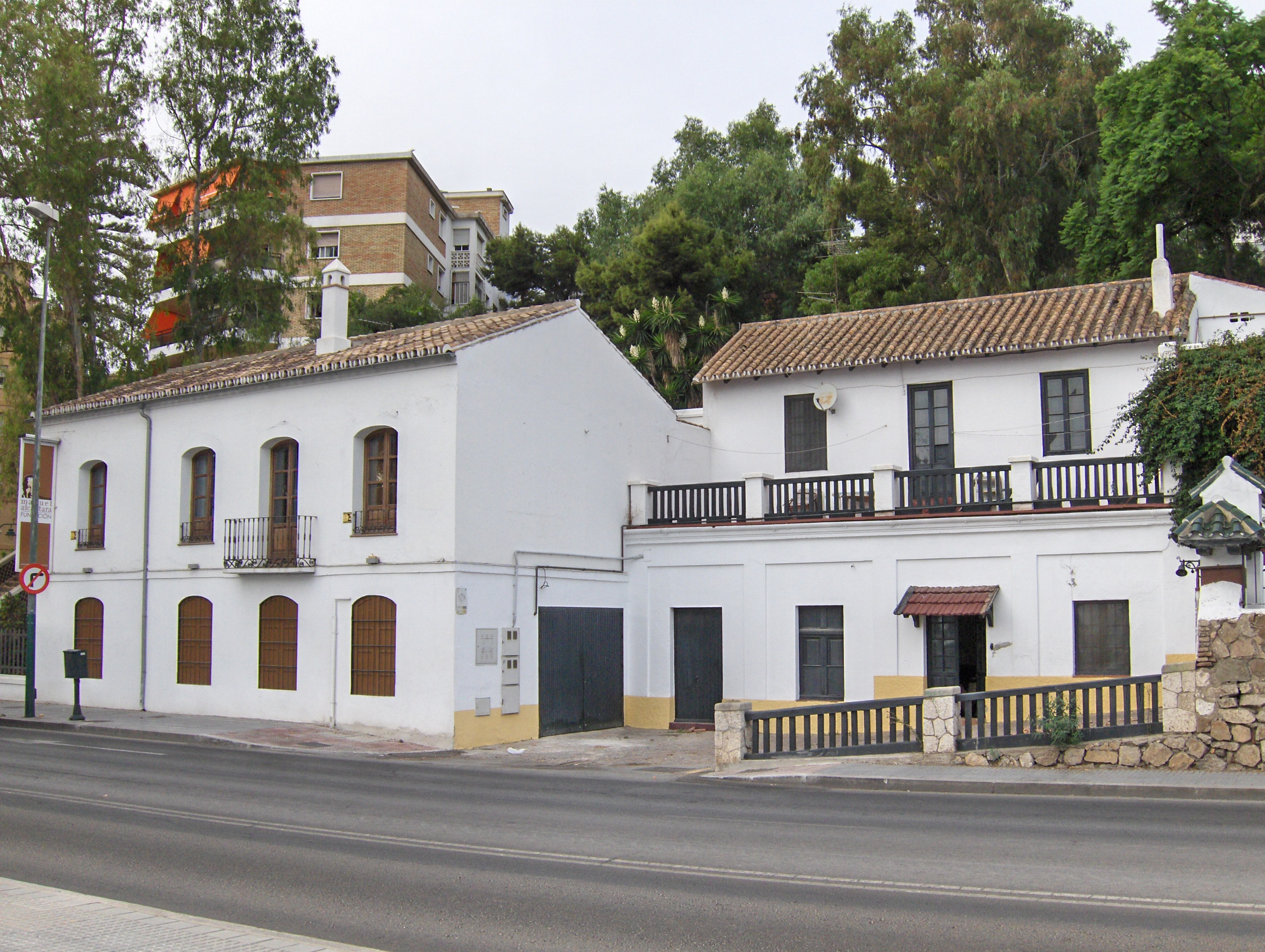
Fundación Manuel Alcántara

Vivienda de baja más dos plantas. Adopta forma curva en la esquina, debido a su disposición parcelaria. Su arquitectura autárquica es una reinterpretación de la arquitectura doméstica del siglo XVIII de Málaga, en donde la planta baja se formaliza mediante la disposición de un acceso en el centro que marca la composición equilibrada y simétrica de los huecos de fachada. La portada se recerca con un vano adintelado en mármol enmarcado por dos sencillas pilastras, rematada en la parte superior por una moldura vegetal que recoge el balcón de la primera planta. A los lados se disponen dos grandes ventanales con sencilla rejería. Una gruesa línea de imposta marca el tránsito a la primera planta, en ella destaca el balcón central de perfil curvilíneo y otros balconcillos con escueto pretil. La última planta también se separa por una gruesa y moldurada línea de imposta haciendo un interesante guiño a los antiguos torreones de la arquitectura del setecientos, solo que en este inmueble se presenta a modo de galería, articulándose dicho espacio mediante tres basamentos sobre los que apoyan igual número de columnas. El inmueble ha sido intervenido recientemente en su totalidad.

### FundaciónManuel Alcántara
Inmueble de baja más una altura situado en el número 59. La fachada principal presenta un diseño sencillo y la que da a la calle se organiza con cuatro calles. La fachada de la planta baja contiene ventanas con rejas de hierro fundido y en la primera planta hay otras cuatro ventanas con pretiles de hierro, menos una de ellas que tiene un balcón. El edificio se cierra con un tejado a dos aguas cubierto con teja de cerámica y chimenea.